# Nesomys
Nesomys (Peters, 1870) è un genere di roditori della famiglia dei Nesomiidi noti come ratti rossi di foresta.

## Descrizione

### Dimensioni
Al genere Nesomys appartengono roditori di medie e grandi dimensioni, con lunghezza della testa e del corpo tra 160 e 230 mm, la lunghezza della coda tra 148 e 190 mm e un peso fino a 224,3 g.

### Caratteristiche craniche e dentarie
Il cranio è robusto e presenta un rostro lungo, una scatola cranica liscia e tondeggiante e bolle timpaniche grandi e rigonfie. I molari hanno tutti le stesse dimensioni, la corona elevata e delle cuspidi ben sviluppate.
Sono caratterizzati dalla seguente formula dentaria:

### Aspetto
L'aspetto è quello di un grosso ratto con una pelliccia soffice. Le parti dorsali sono generalmente bruno-rossastre cosparse di peli neri mentre le parti ventrali variano dal rossastro al bianco. Il muso è lungo ed appuntito, gli occhi e le orecchie sono grandi. I piedi sono lunghi e stretti, le dita più esterne sono relativamente corte. Le piante dei piedi hanno sei cuscinetti carnosi ben separati tra loro. La coda è lunga circa quanto la testa ed il corpo, è finemente ricoperta di corti peli e talvolta ha l'estremità bianca. Le femmine hanno un paio di mammelle addominali e un paio inguinale.

## Distribuzione
Sono roditori terricoli endemici del Madagascar.

## Tassonomia
Il genere comprende 3 specie viventi ed una estinta.
- Nesomys audeberti
- Nesomys lambertoni
- Nesomys narindaensis †
- Nesomys rufus